# Weingarten (Baden)
Weingarten (Baden) és un municipi del districte de Karlsruhe. Es troba entre les ciutats de Karlsruhe i Bruchsal, a la regió de Baden-Württemberg al sud-oest d'Alemanya. El seu nom significa "jardí del vi".
La part est del terme té el punt més alt a 254 m sobre el nivell del mar, mentre que la part oest es troba a la planúria del Rin. Els boscos de la zona anomenada Kinzing-Murg-Niederung van donar lloc a l'actual regió natural protegida de Weingartener Moor, un oasi de natura verge.
Tot i que el vi és una activitat important en la vida econòmica de Weingarten, aquest és solament un component del conjunt de la seva activitat laboral i comercial, ja que aquesta vila viu fonamentalment de la indústria, tant la radicada allà mateix com la instal·lada en el polígon del Rhin-Karlsruhe, situat a pocs kilòmetres.

## Ciutats agermanades
- Olesa de Montserrat, Catalunya, des de 1984